# Blood Red Shoes
Blood Red Shoes (transkr. Blad red šuz) engleskа su muzička grupa iz Brajtona.

## Članovi
- Lora-Meri Karter — vokal, gitara
- Stiven Ansel — bubanj, vokal

## Diskografija

### Studijski albumi
- (2008)
- (2010)
- (2012)
- (2014)
- (2019)
- (2022)

### izdanja
- (2013)
- (2021)

### Kompilacije
- (2007)
- (2015)

## Spoljašnje veze
- Zvanični veb-sajt
- na sajtu
- na sajtu
- na sajtu
- na sajtu
- na sajtu